# Oswaldtwistle
Oswaldtwistle – miasto w Wielkiej Brytanii, w Anglii, w regionie North West England, w hrabstwie Lancashire w dystrykcie Hyndburn. W 2001 r. miasto to na powierzchni 2,1 km² zamieszkiwało 12 532 osób. Nazwa stanowi połączenie słów 'Oswald' i 'Twistle' (zbieg rzek).

## Miasta partnerskie
- Falkenberg